# Operación Constitución
La operación Constitución fue una presunta conspiración revelada por la agencia de noticias estadounidense Bloomberg para derrocar al primer gobierno de Nicolás Maduro y enjuiciarlo posteriormente. Fue denunciada posteriormente por el gobierno venezolano contra capitanes, coroneles y generales de la Fuerza Armada Nacional Bolivariana luego de los sucesos de Óscar Alberto Pérez durante mediados de 2017 e inicios de 2018.
La Misión Internacional Independiente de determinación de los hechos sobre Venezuela definió la operación Constitución como «un plan para asesinar al Presidente Maduro y otras autoridades políticas» y donde habían encontrado y denunciado irregularidades; denunciando torturas y agresión sexual a los detenidos y relacionados con ésta.

## Historia
El objetivo era asaltar el palacio presidencial para capturar a Maduro y detener las elecciones de 2018. El medio Bloomberg News dio a conocer la noticia, calificando los hechos como «el intento más serio de derrocar a Maduro de sus cinco años de gobierno» para aquel entonces.
Según Bloomberg, el gobierno colombiano y estadounidense, que supuestamente sabían sobre la trama y consintieron la conspiración, se negaron a brindar apoyo activo. Uno de los conspiradores declaró al medio que creía que habían sido delatados por un probable «agente doble». A mediados de mayo de ese año, varias docenas de militares, así como un par de civiles, fueron arrestados en secreto. Asimismo, el medio publicó que el gobierno de Maduro parecía estar utilizando el complot para perseguir a adversarios políticos que podrían no tener relación alguna con este.

## Juicio
José Rommel Acevedo fue acusado por la ley de «traición a la patria, conspiración, terrorismo, posesión ilícita de arma de guerra, y asociación para delinquir» y condenado con 30 años de prisión. Jonathan Rangel y Santiago Nelson fueron acusados de «conspiración, revelación de secretos de Estado y asociación para delinquir» y luego condenados a 24 años y 6 meses de prisión.
Otros condenados fueron el coronel Oswaldo García Palomo, el coronel Johnny Rafael Mejías Laya, el comerciante Alberto Labichela, el sargento segundo Miguel Ambrosio Palacios y el primer teniente Alberto Salazar Cabañas a 30 años de prisión. También fueron condenados a 16 años de prisión a John Jairo Gasparini y a Luis Miguel Albornoz Rondón.

### Denuncias de tortura y abuso sexual a detenidos
La Misión Internacional Independiente de determinación de los hechos sobre Venezuela declaró en un informe que se habían encontrado y denunciado irregularidades en el caso de los detenidos; denunciando torturas, entre esas, el sargento Jonathan Rangel denunció torturas sexuales y haber sido agredido sexualmente en una ocasión.